# 任共平
任共平（1955年7月—），男，中华人民共和国外交官，曾任中华人民共和国驻安提瓜和巴布达特命全权大使。

## 生平
1972年，进入中华人民共和国外交部工作，先后在外交部办公厅、驻丰沙里总领事馆、驻孟赛经济代表处、常驻联合国代表团、外交部驻香港签证处、外交部北美大洋洲司任职。1999年，任驻休斯敦总领事馆副总领事。2001年，任驻塞拉利昂大使馆参赞。2004年，任外交部北美大洋洲司参赞。2007年2月，出任中华人民共和国驻布里斯班总领事。2011年，任外交部总领事。2013年4月，出任中华人民共和国驻安提瓜和巴布达大使。2016年4月，自驻安提瓜和巴布达大使离任。